# Fausto de Elhúyar
Fausto de Elhúyar y de Suvisa (né le 11 octobre 1755 à Logroño et mort le 6 février 1833  à Madrid) est un chimiste espagnol, codécouvreur du tungstène avec son frère Juan José de Elhúyar en 1783.

## Biographie
Fausto de Elhúyar est professeur à l'École des Mines de Bergara en Biscaye, de 1781 à 1785. Son travail le plus connu est la découverte du tungstène avec son frère, Juan José, en 1783. Il nomme ce métal wolfram, nom qui fut conservé en allemand ; le nom tungstène, signifiant « pierre lourde » en suédois, est utilisé dans les autres langues. L'Académie des sciences de Toulouse reçoit l'avis de cette découverte le 4 mars 1784. En 1785 il renonce à sa chaire et est nommé directeur général des mines du Mexique.
En 1792, Fausto de Elhúyar est chargé par le Roi Charles III d'Espagne d'organiser le Real Seminario de Minería (École royale des Mines) de Mexico. Il est ainsi responsable de la construction d'un joyau architectural connu sous le nom de "Palacio de Minería". Elhúyar quitte Mexico après la guerre d'indépendance du Mexique, lorsque la plupart des résidents espagnols du Mexique sont expulsés.
Ses travaux son nombreux ; il écrit la théorie de l'amalgamation, système d'extraction de l'or et de l'argent de leur gangue à l'aide du mercure. En 1818 il publie un mémoire sur la frappe de la monnaie. Il est également l'auteur de l'état des mines de Nouvelle-Espagne et de l'exploitation des mines espagnoles. À Madrid, en 1825, il publie ses travaux sur l'influence de la minéralogie en agriculture et chimie.
Le 6 février 1833 à Madrid, il est saisi d'une crise d'apoplexie et meurt.